# 黄水站 (铁路)
黄水站，原名沙子站，是渝利铁路上的一个铁路车站，位于重庆市石柱土家族自治县沙子镇境内。车站始建于2010年，由于石柱县境内仅有石柱县、沙子两个车站，其中石柱县站为客运站，沙子站为越行站。而石柱县站距离黄水旅游度假区约76公里，游客乘坐火车到达后，换乘时间长、行程不便，制约当地经济和旅游业发展。2019年7月，经国家铁路部门批准，沙子站改建为客运站，开建增设客运设施项目，并更名为黄水站。
黄水站增设客运设施项目是全国首座大坡度高铁既有线越行站增设客运设施工程，也是成都局集团公司管内首例高铁站改工程。此次增设客运设施工程主要包括新建站房6073平方米、铁路桥梁7座、站台桥4座、岛式站台和侧式站台各1座，新建综合楼、派出所和其它配套房屋，并新铺轨道4.8公里。2022年12月31日，渝利铁路黄水站增设客运设施工程正式投用并开通客运业务。